# 미주무엽란속
미주무엽란속(美洲無葉蘭屬, 학명: Wullschlaegelia 울스클라이겔리아[*])은 석곡아과의 단형 족인 미주무엽란족(美洲無葉蘭族, 학명: Wullschlaegelieae 울스클라이겔리에아이[*])에 속하는 유일한 속이다.

## 하위 분류
- 미주무엽란(W. aphylla (Sw.) Rchb.f.)
- W. calcarata Benth.